# Lotus burttii
Lotus burttii là một loài thực vật có hoa trong họ Đậu. Loài này được Borsos miêu tả khoa học đầu tiên.